# BD-J
BD-J, plným názvem Blu-ray Disc Java, je standardizující technologie na discích Blu-ray umožňující interaktivní funkce jako interaktivní menu, minihry a další funkcionality. Využívá platformu programovacího jazyka Java, respektive Java ME, který vyvinula firma Oracle Corporation. Zaručuje kompatibilitu s Blu-ray přehrávači nezáležejíc na použitém hardwaru. BD-J poskytuje uživateli bohatší multimediální zážitek.
Vývoj BD-J byl veden společností Blu-ray Disc Association ve spolupráci s tehdejší firmou Sun Microsystems, dnešní Oracle Corporation. BD-J byl představen v roce 2005 na každoroční konferenci JavaOne s cílem překonat omezení interaktivity konkurenčních DVD diskům s technologií DVD-Video díky univerzální platformě Java. Od 31. října 2007 všechny nově vydané Blu-ray přehrávače podporovat technologii BD-J. Připojení k internetu je pro výrobce Blu-ray přehrávačů dobrovolné.

## Hlavní funkce BD-J
BD-J umožňuje vývoj programů na discích Blu-ray, které zahrnují řadu pokročilých funkcí:
- Bonusový obsah. Kromě hlavního obsahu, který většinou bývá film, Blu-ray disk může obsahovat další obsah ve formě videí, miniher, fotografií, hudby nebo textu. Mezi bonusový obsah Blu-ray patří režisérův komentář, detaily o hercích, snímky ze zákulisí atd.

- Interaktivní menu. Umožňuje snadnou navigaci mezi obsahem Blu-ray disku. Uživatel si může například mezi spuštěním hlavního obsahu, nastavením jazyka či dalším obsahem. BD-J menu dovolují navrhnutí grafického prostředí s prvky animace.
- Přístup k internetu. BD-J programy mohou stahovat další obsah, který se na disku nenachází. To umožňuje aktualizovat obsah nebo menu a dává možnost získat další bonusový obsah. Tato funckionalita se nazývá BD Live.
- Personalizace přehrávání. BD-J dovoluje uživateli přizpůsobit přehrávání. Mezi tyto nastavení se řadí nastavení jazykových stop a titulků, přepínání mezi kamerovými úhly, přeskakování kapitol či ukládání pozice přehrávání.

## Technická specifikace
Blu-ray disky používají dva režimy. První z nich, HDMV (High Definition Movie Mode), je základní vrstva přehrávající video a zvuk a obsahující základní navigační prvky jako přehrát nebo pozastavit. Druhý režim, BD-J mode, umožňuje spuštění Java aplikací podporující interaktivní funkce. Díky pokročilejší technické architektuře BD-J, Blu-ray disky disponují zabezpečovací technologií jako BD+ nebo Advanced Acces Content System (AACS), které chrání disky před neoprávněným kopírování obsahu.
BD-J založený na plnohodnotném programovacím jazyce Java nabízí více možností funkcionality v kontrastu s HDi (High Definition Interactive) od Microsoftu založený na jazyce XML. DVD oproti Blu-ray nedisponuje stejnými interaktivními prvky.
Díky podpoře plnohodnotného programovacího jazyka Java na Blu-ray discích vývojáři mohou využít nespočet funkcionalit knihoven, které nejsou nativně dostupné v Java ME (Java Micro Edition), tedy upravené verzi Javy pro zařízení s omezenými prostředky, v případě Blu-ray přehrávačů dostatečný počítačový výkon. Programy běží ve virtuálním stroji Java (Java Virtual Machine), který je integrován do Blu-ray přehrávače.
BD-J je založena na profilu Globally Executable MHP (GEM), která je odvozen od standardu DVB-MHP, zajišťující interoperabilitu mezi zařízeními a platformami. Interaktivní obsah vytvořený pro Blu-ray disky je snadno přenositelný a funkční na značném počtu přehrávačů.

## Budoucnost BD-J
Nástup digitálních distribucí médií jako jsou například streamovací služby snižují poptávku po fyzických kopií. I přes to, že nové Blu-ray disky a technologie BD-J jsou pořád dostupné, masová veřejnost postupně ztrácí zájem a jejich budoucí využití a vývoj jsou nejisté.